# Elrihana
Elrihana (tiếng Ả Rập: الريحانة) là một ngôi làng Syria nằm ở Al-Suqaylabiyah Nahiyah ở huyện Al-Suqaylabiyah, Hama. Theo Cục Thống kê Trung ương Syria (CBS), Elrihana có dân số 692 trong cuộc điều tra dân số năm 2004.